# لئونارد گراهام
لئونارد گراهام (به انگلیسی: Leonard Graham) بازیکن فوتبال زادهٔ ۲۰ اوت ۱۹۰۱ اهل کشور انگلستان که سابقهٔ بازی در تیم ملی فوتبال انگلستان را در کارنامهٔ خود دارد. وی در تاریخ ۲۸ فوریه ۱۹۲۵ نخستین بازی ملی خود را در مقابل تیم ملی فوتبال ولز انجام داد و با حضور در ۲ بازی ملی، در تاریخ ۴ آوریل ۱۹۲۵ واپسین بازی ملی‌اش را در برابر تیم ملی فوتبال اسکاتلند برگزار کرد.